# Ro-ro
La càrrega horitzontal, sovint anomenat ro-ro segons l'acrònim de l'anglès roll on/roll off és un sistema de càrrega i descàrrega de vaixells amb vehicles mitjançant rampes especialment condicionades. Destaca de la càrrega vertical o lo-lo (lift on-lift off) amb grues. S'utilitzen els termes vaixell de càrrega horizontal o vaixell ro-ro i s'hi accedeix per la proa, la popa o el costat. Vaixells a càrrega horitzontal són molt exitosos, per la flexibilitat, la facilitat d'integrar-se en sistemes multimodals i la velocitat de les operacions portuàries.

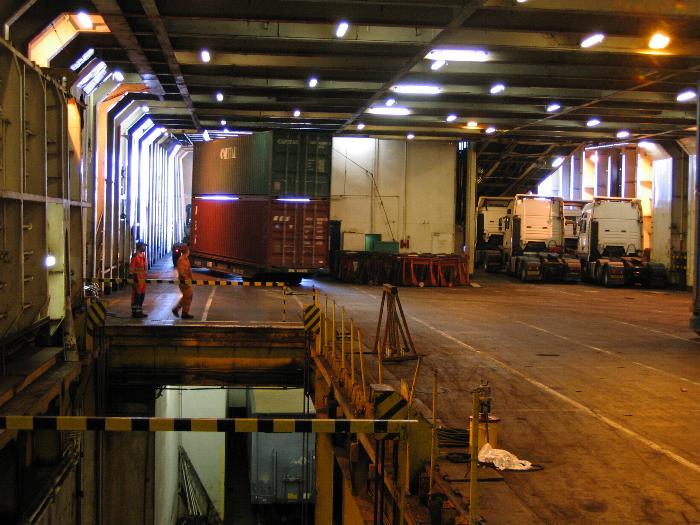
«Garatge» d'un vaixell ro-ro

Quan es tracta d'una línia entre les dues vores d'un estret o curs d'aigua es parla de transbordador o ferri, tot i que no tots els ferris són ro-ro. Quan són especialment adaptats per al transport de vehicles es parla de vaixell portavehicles (anglès car carriers). Quan és equipat per transportar més de dotze passatgers es parla de vaixell ro-pax. Els vaixells híbrids de càrrega horitzontal i vertical es diuen ro-lo.

## Antecedents

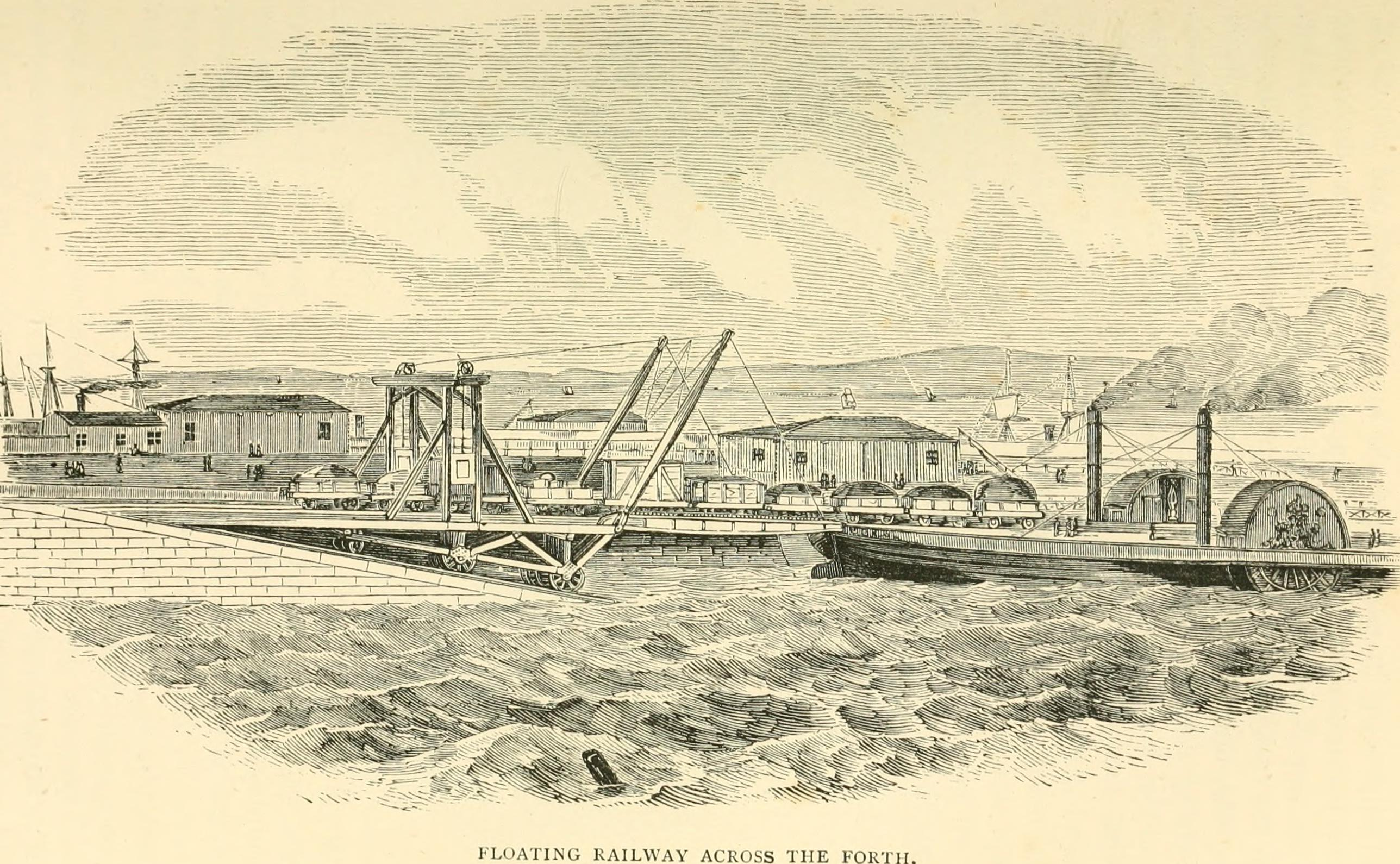
El Leviathan, el primer ro-ro ferroviàri d'Escòcia.

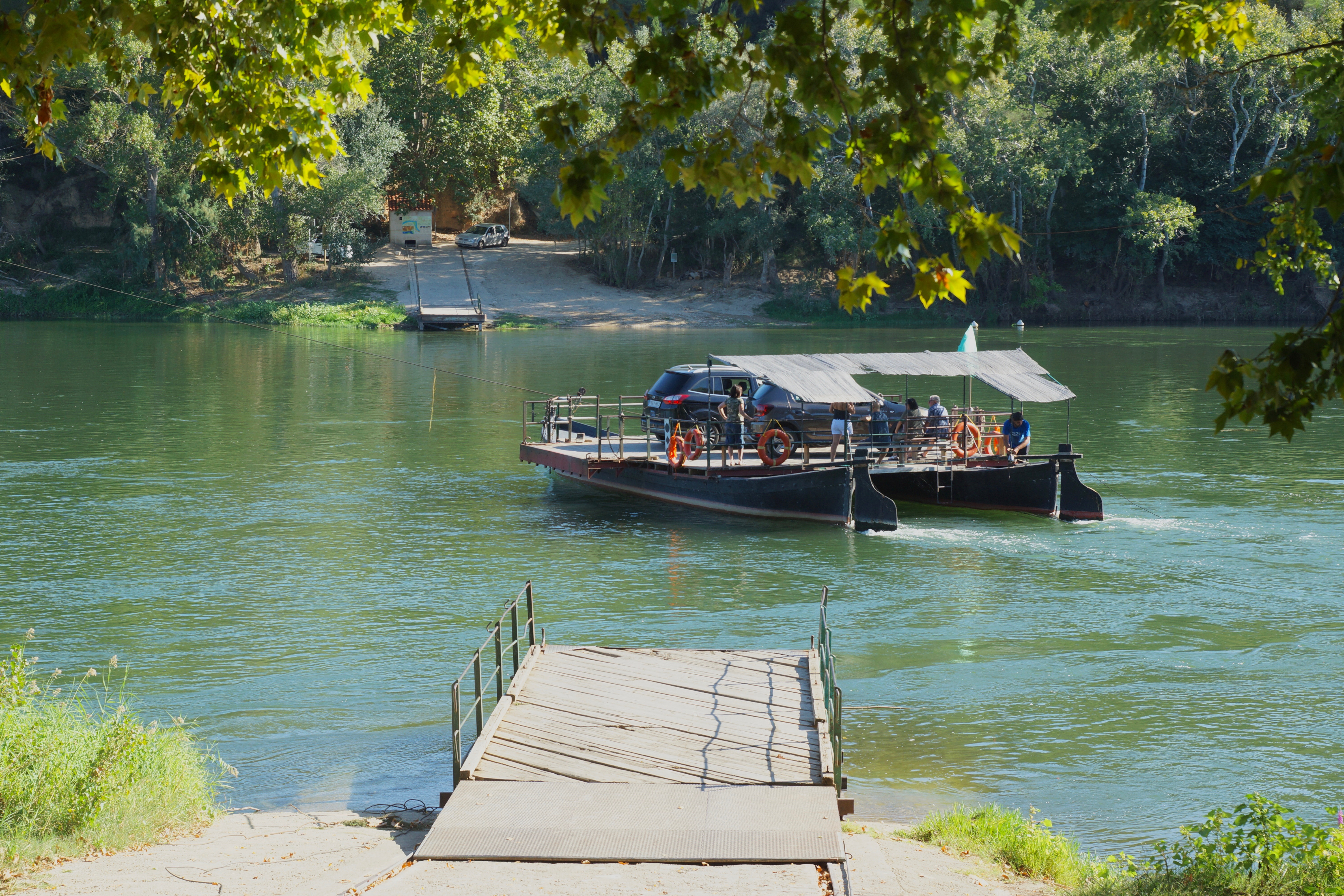
El pas de barca de Miravet un ro-ro tradicional a l'Ebre

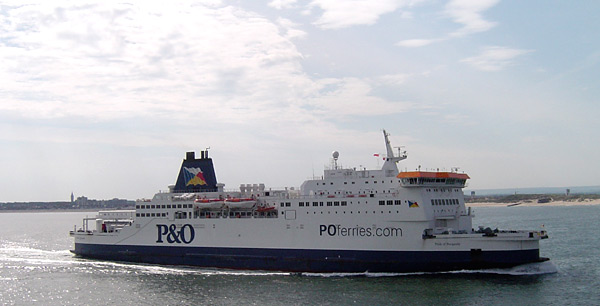
El Pride of Burgundy, un ferri ro-pax de 600 cotxes de la companyia P & O Ferries. Fotografia presa a la ruta Dover (Anglaterra)-Calais al Canal de la Mànega.

Tot i que hi ha antecedents a les croades amb vaixells militars per al transport de cavalls, els primers veritables vaixells de càrrega horitzontal de ferrocarrils es van estrenar a mitjan segle xix per travessar rius i estrets importants on no es podia o volia construir ponts. Un dels primers va ser el Leviathan, que portava trens entre Granton i Burntisland al Fiord de Forth a Escòcia de la línia Edimburg-Perth-Dundee, estrenat el gener de 1850. Després de la segona guerra mundial, amb l'augment del transport individual amb cotxe i camió, es van desenvolupar els primers ro-ro's per vehicles.

## Normes i riscos
Els vaixells de càrrega horitzontal tenen un risc quan naveguen amb les portes obertes. Aquest obertures properes a la línia d'aigua no poden evitar desplaçaments de grans fluxos d'aigua a l'interior quan són obertes —el que es solia fer-se en apropar-se del port o en sortir, per airejar els gasos d'escapament dels vehicles i per guanyar temps. Si entra aigua a la coberta dels vehicles, el vaixell pot començar a desestabilitzar-se i finalment enfonsar-se. Entre els accidents majors hi ha hagut l'enfonsament en menys de dos minuts del vaixell Herald of Free Enterprise a la sortida del Port de Zeebrugge el 6 de març 1987 i la catàstrofe de l'Estonia el setembre de 1994. L'accident a Zeebrugge era una combinació de imprudència, negligència i defectes tècnics. En conseqüència d'una sèrie d'accidents, l'Organització Marítim Internacional va modificar el Conveni SOLAS per millorar les normes tècniques de disseny, de construcció i d'operació.